# Круті
Круті́ — село Кодимської міської громади у Подільському районі Одеської області, Україна.

## Історія
7 (20) листопада 1917 року, відповідно до Третього Універсалу Української Центральної Ради, увійшло до складу Української Народної Республіки.
З 7 березня 1923 центр Крутянського району.
Під час організованого радянською владою Голодомору 1932—1933 років померло щонайменше 87 жителів села.
Виконавчий комітет Одеської обласної Ради депутатів трудящих рішенням від 5 жовтня 1976 р. уточнив найменування села Крутне на село Круті (і Крутненської сільради — на Крутівську).
Колишній орган місцевого самоврядування — Крутівська сільська рада.
12 червня 2020 року, відповідно до Розпорядження Кабінету Міністрів України від № 724-р «Про визначення адміністративних центрів та затвердження територій територіальних громад Одеської області», увійшло до складу Кодимської міської територіальної громади.
19 липня 2020 року, в результаті адміністративно-територіальної реформи і ліквідації Кодимського району, село увійшло до складу новоутвореного Подільського району.

## Населення
Згідно з переписом УРСР 1989 року чисельність наявного населення села становила 846 осіб, з яких 345 чоловіків та 501 жінка.
За переписом населення України 2001 року в селі мешкало 809 осіб.

### Мова
Розподіл населення за рідною мовою за даними перепису 2001 року:
| Мова       | Кількість | Відсоток |
| ---------- | --------- | -------- |
| українська | 785       | 95.73%   |
| російська  | 21        | 2.56%    |
| румунська  | 14        | 1.71%    |
| Усього     | 820       | 100%     |